# Macrosiphum oredonense
Macrosiphum oredonense är en insektsart. Macrosiphum oredonense ingår i släktet Macrosiphum och familjen långrörsbladlöss. Inga underarter finns listade i Catalogue of Life.